# Alain Orsoni
Alain Orsoni (Ajaccio, 1954) è un politico e dirigente sportivo francese.
Fu uno dei massimi dirigenti del Fronte di Liberazione Nazionale Corso durante gli anni ottanta. Dal 2008 ricopre la carica di presidente dell'Ajaccio, squadra di calcio della Ligue 1.

## Biografia

### Origini familiari
Alain Orsoni nacque ad Ajaccio nel 1954. Il padre, André originario di Vero in Corsica del Sud, paracadutista a soli 16 anni durante la seconda guerra mondiale, partecipò poi alle campagne coloniali in Indocina ed Algeria, dove la famiglia Orsoni si trasferì nel 1955. Alain stesso ha dichiarato d'esser nato in una famiglia "di sinistra" (il padre divenne un ammiratore di François Mitterrand), all'interno della quale non si professavano idee regionaliste od indipendentiste. Tuttavia, è un fatto che all'epoca della guerra d'Algeria, le simpatie dei corsi andavano piuttosto agli algerini.

### L'attività terroristica
Durante gli anni settanta si assisté alla rinascita del nazionalismo corso. Orsoni fu uno dei protagonisti delle lotte di quegli anni: già nel 1972, appena terminati gli studi, assieme a molti altri giovani intraprese il viaggio verso Parigi, dove si sarebbe disputata la finale della Coppa di Francia di calcio tra il Bastia ed il Marsiglia. Si trattava della prima occasione, per un club corso, di conquistare un trofeo nazionale e moltissimi tra i tifosi del Bastia erano legati ai movimenti indipendentisti corsi. Orsoni, insieme ad altre centinaia di tifosi, quella sera attraversò gli Champs-Elysées cantando l'inno nazionale corso, "Dio vi salvi Regina", creando disordini anche nella metropolitana, scandendo lo slogan degli indipendentisti: Viva u Babbu!. Il riferimento è a Pasquale Paoli, il "padre della patria" (in corso: babbu) corsa.
Si iscrive all'Università Panthéon-Assas ed entra in contatto con un collettivo studentesco d'estrema destra, il Groupe union défense (GUD). Negli anni successivi, particolarmente dopo il 1975, la sua presenza nelle azioni terroristiche degli indipendentisti sarà sempre più forte. Il 1975 è l'anno della prima azione di un nascente FLNC, l'occupazione di un vigneto ad Aleria, che si conclude con una sparatoria tra gli occupanti e la gendarmeria. Di questi gruppi nazionalisti fa parte anche il fratello d'Alain, Guy Orsoni. Nel maggio 1976 nacque ufficialmente il Front de libération nationale corse.
Costui viene assassinato il 17 giugno 1983. Gli inquirenti giungono presto ad arrestare i colpevoli. Orsoni costituisce un commando in seno al FNLC col solo scopo di eliminare tutti i mandanti dell'omicidio del fratello, giungendo ad assassinare esponenti della malavita corsa e sarda. Il figlio di Alain Orsoni, nato nel 1984, ha ricevuto il nome di Guy in onore dello zio.

### L'attività politica e la fuga dalla Corsica
Nel 1986 viene eletto all'Assemblea della Corsica. Quattro anni più tardi è tra gli scissionisti che fondano il Mouvement pour l'Autodétermination (MPA), insieme ad altri ex-dirigenti del FLNC, in polemica con la corrente interna al movimento che fa capo a François Santoni. Rimonta a questi anni l'amicizia di Orsoni con Antoine Sollacaro, avvocato, il quale sarà assassinato nel 2012.
Alle elezioni del 1992 le due liste indipendentiste (MPA e Corsica Nazione) totalizzano il 25% dei voti, ma Orsoni perde il posto all'Assemblea a causa di una condanna per irregolarità finanziarie durante la campagna elettorale. Il MPA si dissolve a causa della faida interna ai membri del fronte nazionalista.
A causa del clima pesante (più di 20 morti nei ranghi dell'ex-FLNC ormai spaccatosi) e dei sospetti sul suo conto, Alain Orsoni lascia la Corsica ed emigra in Nicaragua nel 1996. Più tardi aprirà una pizzeria a Miami, negli Stati Uniti. Ritorna in patria alla fine degli anni novanta, volontariamente, quando è sotto processo per un fatto d'arme risalente ai tempi del FLNC, una sparatoria nella quale erano rimasti feriti alcuni gendarmi. Scontata la condanna, nel 2006 si trasferisce a Barcellona dove lavora per una società concessionaria di videopoker, la Pefaco.

### Presidente dell'Ajaccio
Nel 2008 viene eletto presidente dell'Ajaccio e ritorna in Corsica. A quei tempi, la squadra bianco-rossa milita in Ligue 2. Subito dopo il suo arrivo, viene sventato un tentativo di assassinio nei suoi confronti e, a seguito di questo episodio, per un po' di tempo circola guidano una vettura blindata.
Nel 2009 lascia del tutto il suo precedente lavoro a Barcellona e diviene dirigente sportivo a tempo pieno. In questa veste il suo compenso è di 4 000 euro lordi mensili. Sono anni nei quali continuano i processi per il cosiddetto "grande banditismo", una serie di sanguinose faide interne alle famiglie della malavita corsa. Tra i morti, anche Thierry Castola, un ex-simpatizzante del MPA, Antoine Sollacaro e Jean-Claude Chiappini. Orsoni ha dichiarato, a proposito dei regolamenti di conti in corso nell'isola, di sentirsi "condannato a morte".
Sotto la sua guida il club del capoluogo, dopo il 16º posto del 2008-2009, migliora progressivamente, sotto la guida tecnica di Olivier Pantaloni. Nel 2009-2010 è 13° e, nel 2010-2011, 2º classificato, posizione che vale la promozione in Ligue 1, la prima dopo la retrocessione del 2006. Ritornata in massima divisione, la formazione ajaccina conclude la stagione 2011-2012 al 16º posto, garantendosi la permanenza in Ligue 1.
Nel 2012-2013 l'Ajaccio ottiene una nuova salvezza, malgrado sia partito con il 19° budget del torneo, 20 000 000 di euro.